# Žiželice, Louny
Žiželice là một làng thuộc huyện Louny, vùng Ústecký, Cộng hòa Séc.